# Houédomé
Houédomé är en ort i Benin. Den ligger i den södra delen av landet, 6 km väster om huvudstaden Porto-Novo. Houédomé ligger 1 meter över havet och antalet invånare är 8 309.
Terrängen runt Houédomé är platt. Havet är nära Houédomé åt sydväst. Runt Houédomé är det tätbefolkat, med 369 invånare per kvadratkilometer.. Närmaste större samhälle är Cotonou, 19,1 km sydväst om Houédomé.
Trakten runt Houédomé består huvudsakligen av våtmarker.